# Lia Fáil

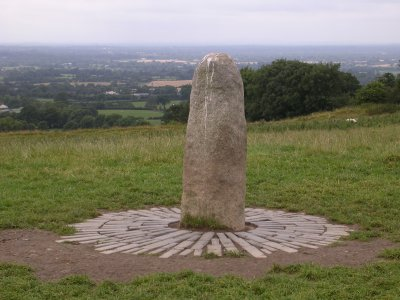
A Lia Fáil Tara hegyén

Lia Fáil, a Végzet Köve egyike Írország négy legendás kincsének, az ír királyok koronázóköve. 
Tara hegyén, a Koronázódombon áll, Meath megyében, 25 mérföldre északra Dublintól, de ez már nem az eredeti kő.
A kelta mitológia szerint a Lia Fáilt az ősi időkben a félisteni Tuatha Dé Danann nép hozta Írországba. Először az Északi Szigetekre utaztak, melynek négy városában – Fáilias, Gorias, Murias és Finias – sok bölcsességet és mágiát tanultak. Ezután továbbutaztak a mai Skócia északi részébe, ahol hét évet töltöttek Dobharban és Iardobharban. Minden városból ajándékot vittek magukkal. Fáiliasból a Fáil kövét, gael nyelven a Lia Fáilt (latinul Saxum fatale, a Végzet Köve).
A Lia Fáilnak mágikus erőt tulajdonítottak. A legenda szerint ha Írország jogos királya rálép a kőre, az örömében felkiált. Minden ír királyt a kőnél koronáztak Muircheartachig (Murdoch), Earc fiáig. Cúchulainn kettőbe vágta kardjával, mert a kő nem volt hajlandó felkiáltani pártfogoltja, Lugaid Riab nDerg alatt. Attól kezdve a kő sohasem kiáltott többé, kivéve Conn és Brian Boru alatt. 
A kő a legenda szerint meg is fiatalítja a királyt és hosszú uralkodással ruházza fel. 
Nem csak a Lia Fáilt ismerik a Végzet Köveként, hanem a skót és brit királyok koronázókövét, a Scone-i követ is.
Írország másik három legendás kincse a Claíomh Solais, Lugh lándzsája és A Dagda üstje.

## Lásd még
- Híres kövek listája

## Külső hivatkozások (angolul)
- Képek
- The British Coronation Stone: its distant origin;4,000 year history and amazing future.
- The History of Ireland, Geoffrey Keating, pp205-212